# آنتونیا (خواننده)
آنتونیا (آلمانی: Antonja؛ ‏زادهٔ ۱۰ مارس ۱۹۸۰) موسیقی‌دان، خواننده و بازیگر اهل اتریش است.
وی فعالیت هنری خود را از سن ۱۴ سالگی با اجرای موسیقی روی صحنه به‌همراه پدرش آغاز کرد و سپس با بازخوانی ترانهٔ آنتون از تیرول اثرِ موسیقی‌دانِ مشهور اتریشی دی‌جی اوتسی به شهرت رسید. او تاکنون بیش از ۲۰۰ اجرای زنده در کشورهای مختلف دنیا از جمله آلمان، سوئیس، هلند، بلژیک، لوکزامبورگ، دبی، ایتالیا، روسیه و مایورکا داشته‌است. کمی بعد او با اجرای یک دوخوانی موفق با هاینو به شهرت بیشتری دست یافت. او در مجموع پنج بار نامزد جایزه موسیقی آمادئوس اتریش شده‌است.
علاوه بر موسیقی، آنتونیا عضو فعال نهضت بین‌المللی صلیب سرخ و هلال احمر است و به‌طور منظم در کارزارهای تبلیغاتی صلیب سرخ اتریش و صلیب سرخ آلمان شرکت و از آنها حمایت می‌کند. او همچنین با اجراهای خود و ارائه یک برنامه مالی مشخص، به ساخت یک پرورشگاه به‌همراه یک خانه سالمندان کمک کرد. او همچنین با شریک زندگی خود «پیتر شوتی» بنیان‌گذار انجمن «فرشتهٔ آرزو» (Wunschengel) است که هدف آن پشتیبانی و کمک به کودکان و بزرگسالان مبتلا به سرطان است. شریک زندگی او «پیتر شوتی» خود با سرطان غدد لنفاوی دست‌وپنجه نرم می‌کند.
از فیلم‌ها یا مجموعه‌های تلویزیونی که وی در آن‌ها نقش داشته‌است، می‌توان به اجاره، خرید، سکونت و برادر بزرگ اشاره نمود.